# Su-2 (航空機)
スホーイ Su-2
M-88Bエンジンを搭載したSu-2 （1940年代初め）
- 用途：軽爆撃機
- 設計者：パーヴェル・スホーイ、アンドレーイ・トゥーポレフ
- 製造者：スホーイ
- 運用者：ソ連空軍
- 初飛行：1937年8月25日
- 生産数：910機

スホーイ Su-2（Sukhoi Su-2、ロシア語: Сухой Су-2）は、第二次世界大戦初期に使用されたソビエト連邦の偵察機/軽爆撃機である。本機はパーヴェル・スホーイにより設計された初めての機種であり、エンジンと武装に改良を加えられた型（Su-4）と地上攻撃機任務用の改造型（ShB）といった派生型があった。

## 開発

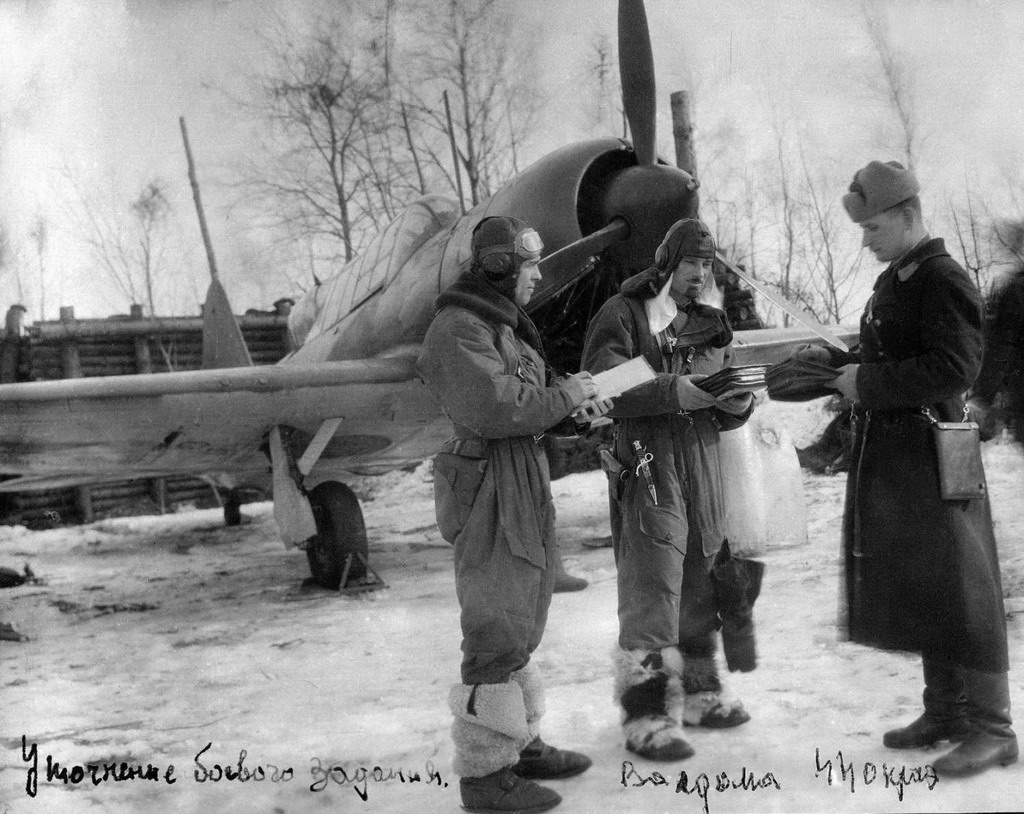
Su-2

1936年にヨシフ・スターリンは多目的実戦機の要求を発行した。コードネーム「イワノフ」（Ivanov）というこの機は、偵察を実施してからその場の目標を攻撃する能力を有する機体となる予定であった。パーヴェル・スホーイは当時ツポレフ設計局で働いており、アンドレーイ・トゥーポレフの指導の下で「イワノフ」の設計を行った。ANT-51となったこの機体は1937年8月25日にミハイル・グロモフの操縦で初飛行を行った。610 kW (820 hp)のシュベツォフ M-62 星型エンジンを搭載したANT-51は高度4,700 m (15,420 ft)で403 km/h (220 kn, 250 mph)の速度に達した。この性能は不十分であったが基本設計は適切だったため、より高出力のエンジンに換装して再試験を行うことに決まった。746 kW (1,000 hp)のツマンスキー M-87エンジン装着したANT-51は高度5,600 m (18,370 ft)で468 km/h (255 kn, 290 mph)を発揮し、BB-1（Blizhniy Bombardirovschik; ロシア語: Ближний Бомбардировщик — 短距離爆撃機）として量産されることになった。1940年にBB-1はSu-2に改称され、信頼性の低いM-87エンジンはツマンスキー M-88に換装された。M-88Bエンジンを搭載した軽量化された機体は試験中に512 km/h (275 kn, 320 mph)を発揮した。
Su-2は胴体が木製桁と合板外皮のセミモノコック構造、主翼がジュラルミンと鋼製構造にロッド操作式羽布張りの動翼を持つ混合構造であった。操縦士と銃手は9 mm (0.35 in)厚の装甲板で守られていた。尾輪式の降着装置は尾輪も含め引き込み式であった。

## 運用の歴史
Su-2は1942年に生産中止となるまでに910機が生産されたが、大祖国戦争が始まる頃には時代遅れな不満足な機体となっていた。実戦ではドイツ軍に対して222機程の損耗という甚大な被害を出し、1942年からは第一線から引き揚げられて、イリューシン Il-2、ペトリャコーフ Pe-2、ツポレフ Tu-2爆撃機といった機体に代替された。Su-2は訓練や偵察任務へと転用されたが、第二次世界大戦初期の航空機の危機的な不足により緊急戦闘機として使用された機体もあった。

## 派生型
Su-2
複座軽爆撃機、偵察機。元々の名称BB-1。
ShB (ロシア語: Штурмовик Бомбардировщик ШБ)。ほかの名前BB-2。 
M-88Aエンジンを搭載し、主脚が後方へ向けて主翼内に引き込まれる前に90°回転するように改良された地上攻撃機の提案型。爆弾搭載量は600 kg (1,235 lb)に増加。1940年に製作されたが、イリューシン Il-2が入手可能になったため量産には入らなかった。
Su-4。ほかの名前BB-3。
元々1,565 kW (2,100 hp)のUrmin M-90エンジンの搭載を予定していた改良型であったが、後にシュベツォフ M-82を搭載した（Su-2の中にもM-82を搭載したものがあった）。ジュラルミンの不足から主翼は合板張りの木製であった。主翼装備の武装は4丁の7.62 mm ShKAS機関銃から2丁のベレージン UB機関銃に変更された。1機の試作機が製作され試験されたが、この改良型は量産されなかった。

## 運用
ソビエト連邦
- ソ連空軍

## 要目 (Su-2 with M-82)
出典: 
諸元
- 乗員: 2
- 全長: 10.46 m （34 ft 4 in）
- 全高: 3.75 m （12 ft 3 in）
- 翼幅: 14.3 m（46 ft 11 in）
- 翼面積: 29 m2 （312 ft2）
- 空虚重量: 3,220 kg （7,100 lb）
- 運用時重量: 4,700 kg （10,360 lb）
- 動力: シュベツォフ M-82 、1,044 kW （1,400 hp）   × 1

性能
- 最大速度: 485 km/h （260 kn） 300 mph
- 航続距離: 1,100 km （595 海里） 685 mi
- 実用上昇限度: 8,400 m （27,560 ft）
- 上昇率: 5,000 m (16,404 ft) まで9.8分

武装
- 固定武装: 

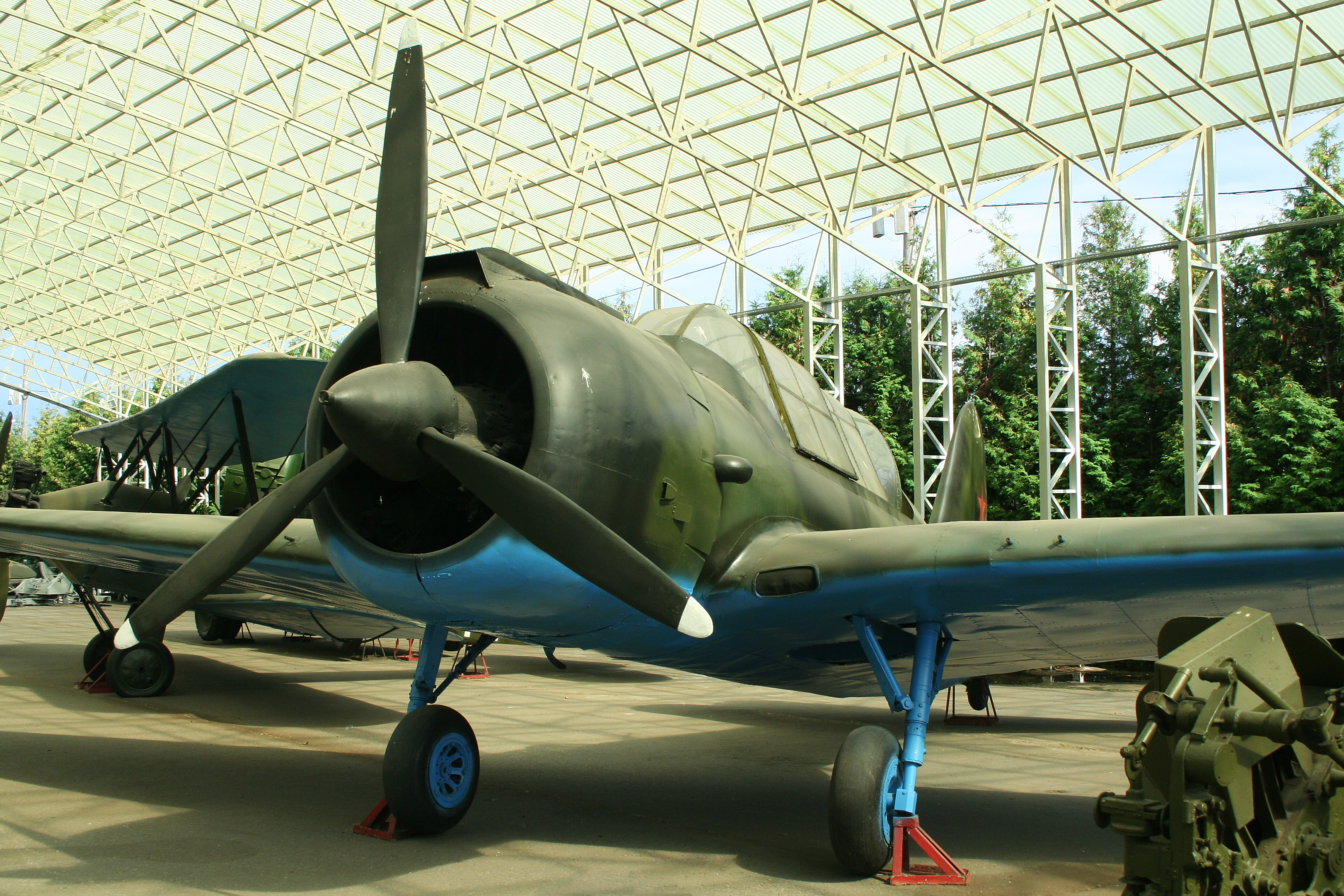

  - 6 × 7.62 mm ShKAS機関銃（主翼に4丁、銃塔に1丁）
- 爆弾: 最大 400 kg (880 lb)（爆弾倉）、RS-82 × 10又はRS-132 × 8（主翼下面のハードポイント）

## ドキュメンタリー映画
軽爆撃機Su-2 。1941 年 10 月 14 日にソ連で作成されたドキュメンタリー映画 